# 蔚美 (海防艦)
蔚美（うるみ）は、日本海軍の未成海防艦。法令上は鵜来型海防艦の12番艦。

## 起工までの経緯
改⑤計画の海防艦、第5251号艦型の11番艦、仮称艦名第5261号艦として計画。未起工艦のうち日立造船に建造が割り当てられていた艦は通称「日振型」として建造されることになるが、マル急計画艦と異なり掃海具を装備せずに九四式爆雷投射機と三型爆雷装填台を1基ずつ増備する変更がされた。

## 艦歴
1945年（昭和20年）2月24日、浦賀船渠株式会社で建造番号577番船として起工。3月5日、蔚美と命名されて鵜来型海防艦の12番艦に定められ、本籍を佐世保鎮守府と仮定。5月19日、艤装員事務所を横須賀市谷戸の浦賀船渠株式会社浦賀造船所内に設置し事務開始。5月26日、進水。7月4日、艤装員事務所を横須賀市浦賀町芝生に移転。
終戦時未成。8月17日、工程90%で工事中止。その後特別輸送艦として工事続行の許可を得たが、復員輸送の進展により中止となった。1947年（昭和22年）2月1日時点で、浦賀造船所岸壁で横転沈没状態にあり、横須賀地方復員局所管の行動不能艦艇（特）に定められる。1948年（昭和23年）頃、浦賀船渠で解体。

## 艦長
艤装員長
1. 福地好 少佐：1945年6月1日 - 1945年8月20日

艦長
1. （兼）倉橋友二郎 第二復員官：1945年12月20日 - 1946年2月15日 （本職：横須賀地方復員局艦船運航部部員）